# Wolfgang Gäfgen
Wolfgang Gäfgen né le 12 septembre 1936 à Hambourg (Allemagne) et mort le 13 février 2024, est un plasticien allemand réputé pour ses dessins et ses gravures.

## Biographie
Gäfgen commence à exposer en Allemagne durant les années soixante mais aussi à Paris. En 1972, le MoMA met en lumière ses dessins et gravures qu'il nomme des manières noires dans le cadre de l'exposition "Etchings Etc" et qui exprime des reliefs sur de larges formats, parfois sur deux voire trois surfaces contigües. En 1976, il expose tour à tour au Musée d´art contemporain de Montréal puis à la documenta 6.
Dans les années 1980, le Centre de la Gravure et de l'Image imprimée de La Louvière et le Centre d'Art Le Lait d'Albi exposent ses gravures.
De nombreux centres d'art possèdent des œuvres de Gäfgen dans leurs fonds : à l'étranger au National Museum of Western Art de Tokyo, au Museum of Contemporary Art d'Helsinki, à la Galerie Albstadt et au MoMA ; en France dans les Frac Basse-Normandie, Pays de Loire, Picardie et Poitou-Charentes ; à l'Institut d'art contemporain Villeurbanne/Rhône-Alpes ; et à l'artothèque de Caen.

## Expositions individuelles récentes
- 2010 Städtisches Kunstmuseum Spendhaus Reutlingen, Reutlingen

Dalmatinische Himmel und andere Mysterien - Galerie Anja Rumig, Stuttgart
- 2007 Wolfgang Gäfgen: Portfolios - Mary & Leigh Block Museum of Art, Evanston (Illinois, États-Unis)

## Livres et portfolios
- 7 manières noires, Le Soleil Noir, 1972